# Athetis bipuncta
Athetis bipuncta är en fjärilsart som beskrevs av Pieter Cornelius Tobias Snellen 1880. Athetis bipuncta ingår i släktet Athetis och familjen nattflyn. Inga underarter finns listade i Catalogue of Life.